# 924

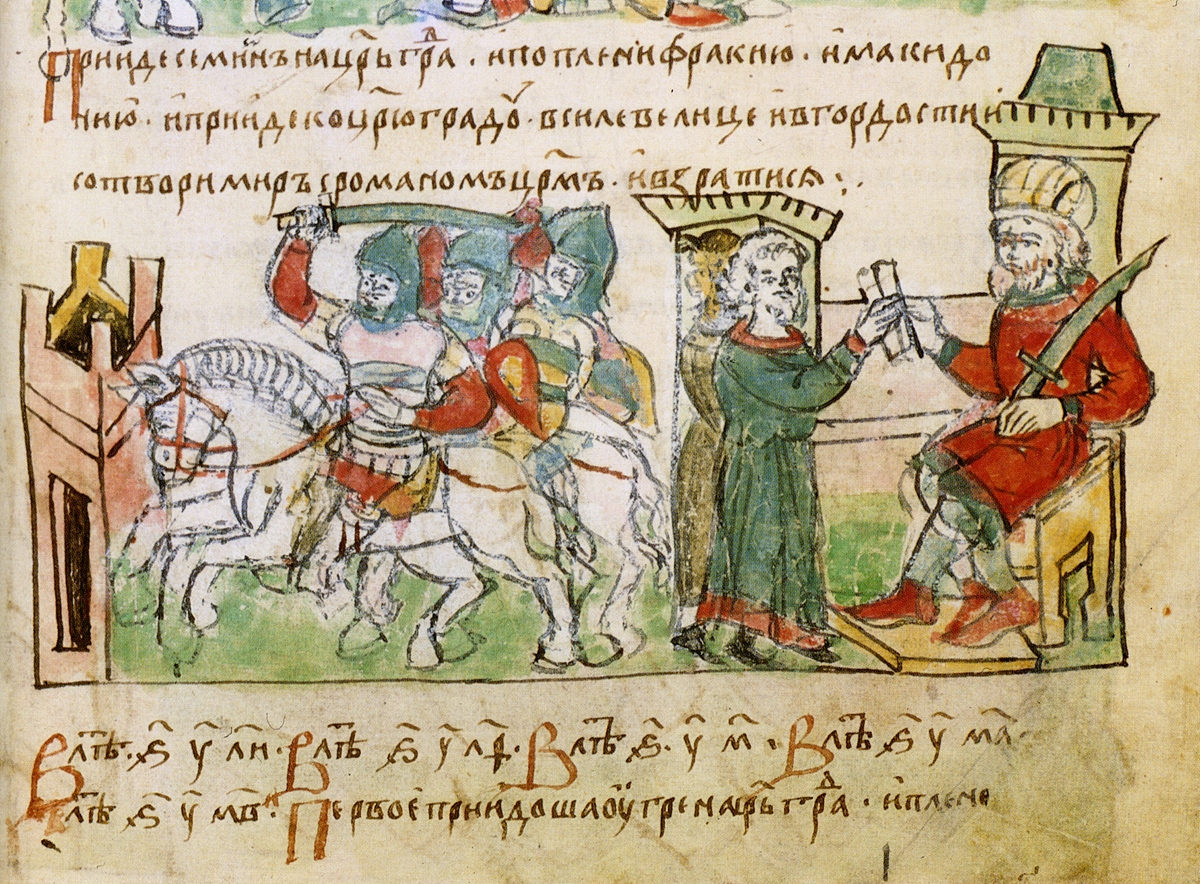
Keizer Romanos I sluit een verdrag met de Bulgaren onder leiding van tsaar Simeon I.

Het jaar 924 is het 24e jaar in de 10e eeuw volgens de christelijke jaartelling.

## Gebeurtenissen

### Byzantijnse Rijk
- Herfst - Simeon I, heerser (knjaz) van het Bulgaarse Rijk, verschijnt met een expeditieleger voor de stadsmuren van Constantinopel. Keizer Romanos I sluit een wapenstilstand met de Bulgaren, waarbij hij Simeon erkent met de keizerstitel (tsaar). Hierbij wordt de schatting die de Byzantijnen betalen opnieuw verhoogd. Romanos erkent tevens de soevereiniteit van de Bulgaren over de door hen beheerste gebieden.[1]
- Romanos I laat zijn twee jongste zonen Stephanos en Constantijn VIII tot mede-keizer kronen. Samen met de legitieme heerser Constantijn VII en hun oudste broer Christophoros regeren zij onder toezicht van hun vader (tevens regent en de facto heerser) het Byzantijnse Rijk.

### Brittannië
- 17 juli - Koning Eduard de Oudere overlijdt in Farndon na een regeerperiode van 25 jaar en wordt opgevolgd door zijn zoon Ethelweard. De edelen in Mercia geven echter de voorkeur aan Æthelstan. Een opvolgingsstrijd wordt voorkomen doordat Ethelweard na slechts 15 dagen overlijdt. Æthelstan wordt tot koning gekroond van Wessex.

### Europa
- Voorjaar - Keizer Berengarius I sluit een bondgenootschap met de Magyaren. Ze trekken de Alpen over en vallen de Po-vallei binnen. Hierbij wordt de Lombardische hoofdstad Pavia verwoest. Koning Rudolf II van Opper-Bourgondië (tevens de facto heerser van Italië) laat Berengarius vermoorden.
- Simeon I stuurt een strafexpeditie om een opstand in Servië te onderdrukken. Prins Zaharija Prvoslavljević probeert met Byzantijnse steun een vertragingstactiek toe te passen door de Bulgaren met guerrillaaanvallen uit te putten. Servië wordt uiteindelijk ingelijfd bij het Bulgaarse Rijk.
- Herfst - De Magyaren vallen Saksen binnen en dwingen koning Hendrik I ("de Vogelaar") zich terug te trekken naar het kasteel van Werlaburgdorf. Hij betaalt een hoge schatting en sluit een wapenstilstand voor 9 jaar.
- Hertog Tomislav I verenigt de hertogdommen Pannonië en Dalmatië. Hij wordt door een pauselijke legaat van paus Johannes X gekroond tot koning van Kroatië. (waarschijnlijke datum)
- Fruela II (924 - 925) volgt zijn broer Ordoño II op als koning van Galicië en León. Einde van het Koninkrijk Asturië (Noord-Spanje).
- Bisschop Ansegisus van Troyes verslaat de Vikingen in zijn stad.

## Geboren
- Johannes I, keizer van het Byzantijnse Rijk (overleden 976)

## Overleden
- 7 april - Berengarius I, koning van Italië en keizer van het Roomse Rijk
- 17 juli - Eduard de Oudere, koning van Wessex
- Ethelweard (20), koning van Wessex
- Ordoño II, koning van Galicië en León
- Raymond II, graaf van Toulouse (waarschijnlijke datum)
- Zaharija Prvoslavljević, Servisch prins (grootžupan)